# Appias aegis
Appias aegis är en fjärilsart som först beskrevs av Felder 1861.  Appias aegis ingår i släktet Appias och familjen vitfjärilar. Inga underarter finns listade i Catalogue of Life.